# كوري (كورنوال)
كوري (بالإنجليزية: Cury)‏ هي قرية وأبرشية مدنية تقع في المملكة المتحدة في إنجلترا. يقدر عدد سكانها بـ 388 نسمة .